# ودرفرد (اکلاهما)
ودرفرد(به انگلیسی: Weatherford) شهری در ایالت اکلاهما کشور ایالات متحده آمریکا است که جمعیت آن در سرشماری سال ۲۰۱۰ میلادی، ۱۰٬۸۳۳ نفر بوده‌است.